# Baja California-i tüskésfarkú leguán
A Baja California-i leguán (Ctenosaura hemilopha) a hüllők (Reptilia) osztályába a  pikkelyes hüllők (Squamata) rendjébe a gyíkok (Sauria)  alrendjébe és a leguánfélék (Iguanidae) családjába tartozó faj.

## Elterjedése
Mexikó területén honos.

## Megjelenése
A hímek testhossza 100 cm, a nősténynek testhossza 70 cm. Színe zöld vagy sárga, a fiatal egyedek szürke színűek.

## Életmódja
Tápláléka virágok, levelek, szárak, gyümölcsök és kaktuszok.

## Fordítás
Ez a szócikk részben vagy egészben  a   Ctenosaura hemilopha című angol Wikipédia-szócikk fordításán alapul.  Az eredeti cikk szerkesztőit annak laptörténete sorolja fel. Ez a jelzés csupán a megfogalmazás eredetét és a szerzői jogokat jelzi, nem szolgál a cikkben szereplő információk forrásmegjelöléseként.